# Terry Bouhraoua
Terry Bouhraoua (Châteaudun, 29 de agosto de 1987) es un jugador francés de rugby que se desempeña como medio scrum.

## Carrera
Debutó con el Stade Français en 2006, donde fue suplente de su mentor Agustín Pichot.
Entre 2010 y 2017 fue jugador especializado de Rugby 7 contratado por la Federación Francesa de Rugby; siendo miembro de la Selección de rugby 7 de Francia participó de los Juegos Olímpicos de Río de Janeiro 2016 donde Les Bleus alcanzaron el séptimo puesto.
En julio de 2017 al finalizar su contrato con la FFR, no renovó y fue contratado por el Stade Français, donde actualmente es titular.

## Palmarés
- Campeón del Top 14 de 2006–07.